# Собачий когтерез
Собачий когтерез (фин. Koirankynnen leikkaaja) — вышедший в 2004 году на экраны фильм финского режиссёра Маркку Пёлёнена, основанный на одноимённом романе финского писателя Вейкко Хуовинена.
Фильм удостоен кинопремии «Юсси» в пяти номинациях: лучший фильм, режиссура, главная мужская роль, сценарий и кинооператорская съёмка.

## Сюжет
В начале фильма Мерци Вепсяляйнен (актер Петер Франзен) уходит на войну. Он прощается со своей девушкой, которая остается дома. На фронте Мерци получает тяжёлое ранение в голову, но его соратник Ээтви Маннинен (Тайсто Реймалуото) спасает его, несмотря на то, что сам оказывается в смертельной опасности. Мерци везут в военный госпиталь, но он уже не тот, как прежде, до войны. Пуля, попавшая ему в голову, причинила травму головному мозгу, и Мерци остаётся на инфантильном уровне. Его девушка приезжает со своей матерью в госпиталь, чтобы встретиться с ним, но после того, как мать девушки видит Мерци, она сразу уводит свою дочь, и Мерци остаётся один. После окончания войны Мерци работает строителем, он ремонтирует маленькую школу и знакомится со своим коллегой Вилле Куосманеном (Ахти Куоппала)
Вилле рассказывает о своей особо добродушной собаке, которую зовут Сакке. Порода Сакке — финский шпиц, и она девочка, несмотря на то, что у неё мужское имя. Сакке живёт далеко от стройки школы. Вилле говорит, что Сакке очень мудрая, и она умеет предсказывать, когда хозяин готовится к охоте. Однако, Сакке ломает зимой в снегу свои когти и это причиняет ей боль. Поэтому её когти нужно стричь, но для этого нужен способный человек. Вилле решает в шутку дать Мерци доверенность на стрижку когтей собаки. Мерци наивно загорается идеей и ночью видит сон, что из лапок Сакке течёт кровь. Мерци отправляется посреди ночи в путь, никому ничего не рассказав
Мерци едет на поезде без цели и случайно сталкивается с Ээтви, который едет на лесоразработки. Мерци рассказывает, что он едет туда же. Они приезжают на лесоповал, но у Мерци появляются проблемы с трудоустройством, потому что у него нет трудового опыта на лесоразработках. Он получает возможность трудоустроиться только когда Ээтви становится его поручителем. Мерци заезжает домой к Вилле и показывает свою доверенность. Он пытается стричь когти собаки, но Сакке кусает его. Вилле приходит домой и удивляется глупости Мерци: чтобы стричь когти, надо же конечно сначала завязать собаке морду.
После того, как Мерци возвращается на лесоразработки, укус воспаляется и у него поднимается жар. Ээтви везет Мерци в больницу, которая находится очень далеко от лесоповала. В больнице доктор успокаивает, что антибиотики помогут вылечить воспалённый укус. Ээтви приходит навестить пациента. У него с собой гостинцы из дома и коробка, которую Вилле передал для Мерци. В коробке странная штучка — когти собаки, прикрепленные к ленте медали. Ээтви не знает, что думать об этом, но Мерци встает по стойке «смирно» как солдат и явно готовится принять медаль. Ээтви привязывает «медаль» на грудь собачьего когтереза и картина отдаляется от событий, перемещаясь в широкий пейзаж над зимним озером